# Редькино (Башкортостан)
Редькино (баш. Редькин, луговомар. Ушмен) — деревня в Краснокамском районе Республики Башкортостан Российской Федерации. Входит в состав Куяновского сельсовета.

## География

### Географическое положение
Расстояние до:
- районного центра (Николо-Берёзовка): 63 км,
- ближайшей ж/д станции (Нефтекамск): 43 км.

## Население
| 2002 | 2009 | 2010 |
| ---- | ---- | ---- |
| 821  | ↗993 | ↘898 |

Национальный состав
Согласно переписи 2002 года, преобладающая национальность — марийцы (84 %).

## Инфраструктура
Личное подсобное хозяйство с зоной сельскохозяйственного использования, индивидуальная застройка усадебного типа.

## Транспорт
Остановка общественного транспорта «Редькино». 